# Robert Herlitz
Per Otto Robert Herlitz, född 14 februari 1916 på Fårö församling, Gotlands län, död 27 maj 1983 i Visby församling, Gotlands län, var en svensk chefredaktör.

## Biografi
Herlitz var son till folkskolläraren John Herlitz och Ellen Broström. Han tog studentexamen i Visby 1937 och var redaktör på Gotlands Allehanda från 1937 samt chefredaktör där 1956–1961. Herlitz var ombud för Sveriges Radio från 1953. Han var kyrkofullmäktige från 1944, föreläsningsföreståndare från 1958 och ledamot av biblioteksstyrelsen. Herlitz var medlem i Lions Club (president 1958–1959).
Herlitz gifte sig 1941 med Margit Hallroth (1910–1988), dotter till bagarmästaren Gustaf Hallroth och Ester Norrby. Han var far till Kristina (född 1943) och Eva (född 1948). Herlitz avled 1983 och gravsattes på Norra kyrkogården i Visby.

## Utmärkelser
- Svenska livräddningssällskapet guldplakett (SvlsGplak)[1]